# Leuconoe
Leuconoe è l'XI ode del I libro delle Odi di Orazio indirizzata a Leuconoe, una fra le donne amate dal poeta latino (il nome in italiano significa "dalla candida mente").

## Parafrasi della poesia
quale fine a me e quale fine a te

gli Dèi abbiano concesso, o Leuconoe, e non

consultare i calcoli babilonesi.

È meglio patire ciò che sarà.

sia che Giove ci attribuirà molti inverni

O che questo sia l'ultimo,

il quale fa infrangere le onde del mar Tirreno

sulle opposte scogliere,

tu sii saggia e filtra i vini e recidi

ogni lunga speranza che oltrepassi

il breve spazio del tempo immediato.

Mentre parliamo esso è già fuggito.

Assapora il giorno, credendo il meno

possibile nel domani»

## Il tema della poesia
Il tema dell'XI ode del I libro è il famosissimo tema del carpe diem, cioè "cogli l'attimo", o godi il presente, o ancora vivi alla giornata. Carpe è l'imperativo del verbo carpere e corrisponde al verbo italiano "carpire". Il verbo latino ha però il significato di "cogliere, staccare", e in particolare, come scrive Alfonso Traina: 

Ma il concetto è quello di un poeta persiano (che ha più di un'affinità con Orazio), Omar Khayyam: 
 A ciò tende anche un romanziere contemporaneo, Vittorio Saltini: 
 La callida iunctura ha dato un conio nuovo alla saggezza di sempre.
L'ode invita a cogliere la vita nella faccia luminosa del giorno, a vivere con piacere l'ora fuggevole che passa e come dice Orazio nella XI epistola: 
In sintesi: l'espressione "carpe diem", così tanto abusata e banalizzata in un generico "godersi la vita, senza perdere tempo", va invece necessariamente intesa in un più problematico "afferrare il tempo che fugge", evitando con saggezza le illusioni di progetti a lungo periodo. Una delle immagini che meglio può rendere il sapore semantico del verbo può ricercarsi nella capacità della fotografia di afferrare, fissandoli in un attimo, il godimento e la bellezza di una luce colta istantaneamente.

## Sintesi della poesia: inizio, sviluppo e conclusione
L'ode si apre con l'invito a Leuconoe a non chiedere (perché non è concesso saperlo) quale fine gli dèi abbiano stabilito per i due innamorati. Quindi l'ode inizia con la rinuncia a sapere cosa gli dèi riservano agli uomini nel futuro; futuro che non può essere chiarificato neppure consultando gli astrologi babilonesi o gli oroscopi orientali. Questa rinunzia è riaffermata subito dopo: 

Questo senso di rassegnazione al destino stabilito dagli dèi percorre tutta l'opera oraziana, ma esso è presentato con un'accezione nuova alla fine dell'ode n. 24 dedicata a Virgilio per confortarlo della morte di Quintilio. Orazio dà un significato filosofico alla rassegnazione e rende tollerabile ciò che immutabile ed intollerabile:
(traduzione di Giuseppe Lipparini)

oppure, nella traduzione di Enzo Mandruzzato: 
Nel mezzo dell'ode Orazio insiste sull'incertezza del futuro: «Sia che Giove ci conceda molti inverni, o sia questo l'ultimo, che fa sbattere le onde sugli scogli del mare Tirreno». In questo crescendo di incertezza sul futuro e di coscienza della fugacità del tempo e della vita, Orazio si rivolge alla bella Leuconoe ammonendola ad essere saggia e a fare le poche cose concesse ai mortali per il godimento della loro breve esistenza: "versa il vino e recidi ogni speranza sul futuro che oltrepassi il breve spazio del tempo immediato". Il poeta invita la consorte a preoccuparsi del presente immediato, proprio poiché è impossibile (nonché inutile) per l'uomo preoccuparsi del futuro. E ad Orazio non resta altro che concludere logicamente l'ode secondo la più schietta e semplice concezione epicurea: "Cogli l'attimo (il giorno) e confida il meno che puoi sul domani".

## Il messaggio della poesia
Il messaggio della poesia è certamente un messaggio etico, costituito in questo caso da un invito a non sprecare la breve vita umana inutilmente, ma a viverla fino in fondo, intensamente e giorno dopo giorno. A. Traina su questo aspetto afferma:"Il moralismo di Orazio non si chiude in se stesso, la sua saggezza è comunicativa, e perciò la sua poesia, nutrita di quella saggezza, è parenetica. La parénesi civile non è che l'aspetto sociale della parenesi etica". Ma questo messaggio dell'Ode è racchiuso dentro tanti divieti che rendono positivo ed urgente il messaggio etico. L'analisi del "Carpe diem" immerso nelle raccomandazioni è pregevolmente svolta da A. Traina alle pagine 14 e 15 dell'opera già citata:"L'ode 1, 11 è ricca di performativi. Ma la maggior parte di essi è, sintatticamente o semanticamente, negativa: non indagare il futuro (ne quaesieris…), è peccato sapere (scire nefas), non tentare l'oroscopo (nec temptaris…), non prolungare la speranza oltre il breve spazio della vita (spazio brevi/ spem longam resecem), non farti illusioni sul domani (quam minimum credula postero). Il carpe diem è così serrato in un cerchio di divieti, connotati dalla sacralità di nefas che ne condizionano il significato. La medesima struttura, sia pure a diverso livello, presentano gli altri carmi dei Carmina, l'ode 3,8; anche l'ode 3, 29 che al verso 29 dice:"Ricordati di ben disporre del presente: il resto è come la corrente di un fiume".
Il carpe diem ci appare dunque costantemente connesso col divieto complementare di pensare al domani, perché "vivere il tempo, vuol dire morirne". Per tutti questi motivi questa ode è diventata un componimento sempreverde, cioè contenente un messaggio attuale e intramontabile.

## La tesi della poesia
La tesi della poesia è incentrata soprattutto sul messaggio positivo dell'ode, il "Carpe diem": vivi la giornata. Questo sunto finale non deve essere inteso nel senso grossolano grazie al quale è divenuto proverbiale, come se il suo significato fosse "godi allegramente la giornata che passa", sottintendendo all'espressione un significato edonistico o volgarmente carnale: più che altro l'invito di Orazio è quello a realizzare la propria esistenza in modo compiuto, sfruttando le occasioni che essa ci pone innanzi; non farlo, dice il poeta latino, equivarrebbe ad un peccato mortale. Egli ammonisce:"cogli la tua giornata, che ti è offerta dagli dèi come un bel fiore cadùco". Vitae summa brevis: la vita può sembrare lunga, ma Orazio pensa a ciò che in essa è veramente vita, cioè gioia e piacere (la primavera più volte decantata nella sua opera). Fa' un po' il conto: è così breve la somma. E mentre noi cerchiamo di constatare questa quantità, essa già fugge. In termini più moderni si potrebbe forse dire che la tesi ivi proposta sia che ognuno deve autorealizzarsi. Ogni uomo dal più infimo al più felice cerca, ogni giorno, di realizzare se stesso, cioè di realizzare tutte le sue capacità fisiche e cognitive.  La poesia è dunque una dolce esortazione a godere i piaceri immediati della vita e a ridurre drasticamente le grandi speranze e le grandi illusioni che oltrepassino il breve spazio del tempo vicino perché "La pallida morte picchia con piede indifferente ai tuguri dei poveri e alle torri dei re. O Sestio, o uomo felice, la breve durata della vita ci vieta di concepire una luna speranza; ben presto, t'incomberà la notte,  e i Mani, che non sono che favola, e la vacua dimora di Plutone, dove, come vi sarai entrato, non trarrai a sorte coi dadi il regno della mensa e non mirerai Lìcida, per cui ora tutti ardono i giovani, e presto si scalderanno le fanciulle". (liber I, ode n° IV, VV 13-20).

## Fatti, personaggi, tempi e luoghi della poesia
L'ode è dedicata a Leuconoe, una delle donne amate dal poeta di Venosa. Ma l'ode è indirizzata a tutti gli uomini che vivono su questa terra, i quali devono, come detto, vivere ogni giorno e saper assimilare tutti i piaceri della vita o, come dice Orazio stesso nella IV epistola inviata a Tibullo: "Fa conto che ogni giorno sia per te l'ultimo raggio di sole: sarà un piacere di più l'ora inattesa". E lo stesso concetto è espresso molto bene nei versi 12-15 dello stesso componimento: "E non tentare invece di scoprire / cosa accadrà, cosa sarà il domani…/ma vivi come un dono ogni giornata/ che ora, quale che sia, la sorte ci concede".  
Secondo A. Traina: "In Orazio il polo opposto al presente è il futuro: un futuro non sperato ma temuto, una fuga dal domani, che sull'oggi getta un'ombra di morte: non attenderti l'immortalità, te lo ripete la stagione che rapisce i giorni della nostra vita" (ode 4, 7). Rapit, poi, è lo stesso verbo utilizzato nel tredicesimo epodo oraziano (rapiamus): fra queste due rapine, quella che il tempo fa all'uomo e quella che l'uomo tenta di fare al tempo, si tende la drammatica temporalità  di Orazio.

## Analisi della forma

### Il genere
Il genere della poesia è sicuramente di carattere lirico, perché il poeta esprime i suoi sentimenti e in parte la sua weltanschauung, ma è anche di genere formale, perché Orazio opera una precisa e attenta scelta dei termini da utilizzare; è, infine, una poesia sociale e conativa, poiché segue il modello parenetico, cioè esortativo ed ammonitivo

### La metrica
Il verso impiegato è l'asclepiadeo maggiore, che corrisponde a un asclepiadeo minore con un coriambo inserito dopo il primo membro: questo, isolato da due tmesi (che sono di solito anche dieresi), è rappresentato da una sola parola (Leuconoe, debilitat) da due termini bisillabi (scire nefas, vina liques) o da un monosillabo seguito da un trisillabo (ut melius, seu tribuit).

### Le figure retoriche
Le figure retoriche della poesia sono: l'inversione, l'allitterazione e la callida iunctura, cioè un'insolita associazione di parole, creatrice di nuove analogie.

### Il tono emotivo della poesia
La poesia esprime una forza positiva dovuta al messaggio del "Carpe Diem", ma ha anche un tono elegiaco e mesto dovuto al messaggio della rassegnazione e della fugacità del tempo che la poesia afferma. Il tono emotivo della poesia è soffuso da una velata melanconia, dovuta al concetto del tempo che fugge via, "un tempo che inghiotte tutto, tranne la fama del poeta". A Traina afferma:"La malinconia è il prezzo che la poesia di Orazio paga alla sua saggezza" e poco oltre scrive: "E perciò la corda più autentica della sua lira non è la gioia del possesso, ma la malinconia della rinunzia".

### Il linguaggio poetico (olexis)
Il linguaggio poetico della poesia è ricercato e raffinato, nel perfetto stile oraziano dei Carmina. Dal sermo cotidianus, il linguaggio discorsivo impiegato nelle Satire, passiamo infatti ad un'opera maggiormente attenta ai preziosismi stilistici tipici della poesia alessandrina che tanta influenza aveva avuto sul giovane Orazio.

### La sintassi
La sintassi della poesia contiene sia periodi paratattici che periodi ipotattici.